# 3101 Goldberger
3101 Goldberger este un asteroid din centura principală, descoperit pe 11 aprilie 1978 de Eleanor Helin și Gavril Grueff.